# Provincia Huasco
Huasco (Provincia de Huasco) este o provincie din regiunea Atacama, Chile, cu o populație de 72.145 locuitori (2012) și o suprafață de 18201,5 km2.